# Phytomyza pulchelloides
Phytomyza pulchelloides este o specie de muște din genul Phytomyza, familia Agromyzidae, descrisă de Henry Wetherbee Henshaw în anul 1989. Conform Catalogue of Life specia Phytomyza pulchelloides nu are subspecii cunoscute.